# 군주의 행렬

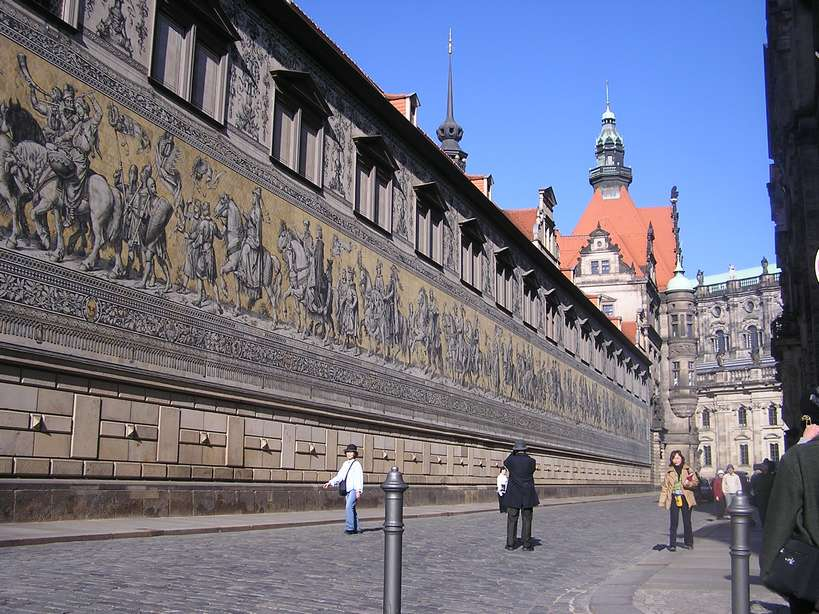
군주의 행렬 (2004년)

군주의 행렬(독일어: Fürstenzug)은 독일 작센주 드레스덴에 있는 작센 통치자들의 기마 행렬을 그린 대형 벽화로, 드레스덴성 마구간 안뜰 바깥쪽 벽에 위치하고 있다. 원래는 작센의 통치 가문인 베틴 가문의 800주년을 기념하기 위해 1871년에서 1876년 사이에 그려졌다. 이 작품을 방수 처리하기 위해 1904년에서 1907년 사이에 약 23,000개의 마이센 도자기 타일로 교체했다. 길이가 102m(335피트)인 이 작품은 세계에서 가장 큰 도자기 예술 작품으로 알려져 있다. 이 벽화는 1127년에서 1904년 사이 베틴 가문의 35명의 후작, 선제후, 공작, 왕의 조상 초상화를 보여주고 있다.

## 역사
1589년까지 드레스덴성의 새로 지어진 스탈호프(마구간 안뜰)의 외벽은 이미 프레스코화로 장식되어 있었다.
1889년 베틴 가문의 800주년을 맞아 대규모 벽화가 의뢰되었다. 이것은 1871년에서 1876년 사이에 예술가 빌헬름 발터가 그렸다. 그림이 빠르게 훼손되었기 때문에 1904년에서 1907년 사이에 약 23,000개의 마이센 도자기 타일로 교체되었다. 이 벽화는 12세기에 통치했던 마이센 변경백 콘라트 부터 20세기에 단 2년 동안 왕이었던 작센의 게오르그까지 35명의 작센 변경백, 선제후, 공작, 왕을 묘사하고 있습니다. 유일하게 없는 사람은 하인리히 1세 (1089년경)와 1904년부터 1918년까지 통치했던 작센의 마지막 왕인 프레데리크 아우구스투스 3세다. 또한 59명의 과학자, 장인, 기술자, 어린이, 농부도 있다.
1945년 2월 13일 드레스덴 폭격으로 인해 타일은 최소한의 손상만 입었다.